# Chiostri di San Pietro a Majella

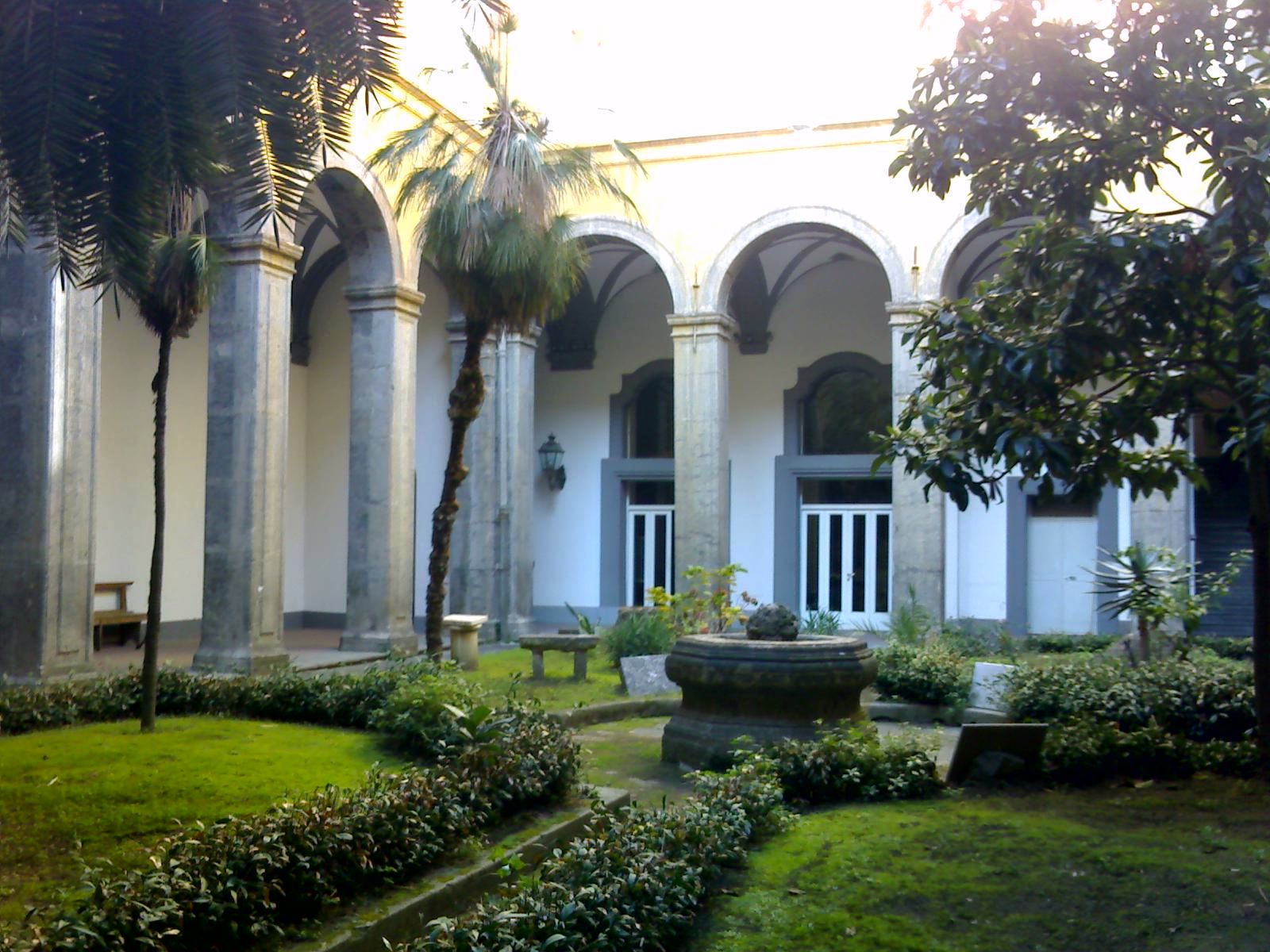
Chiostro piccolo

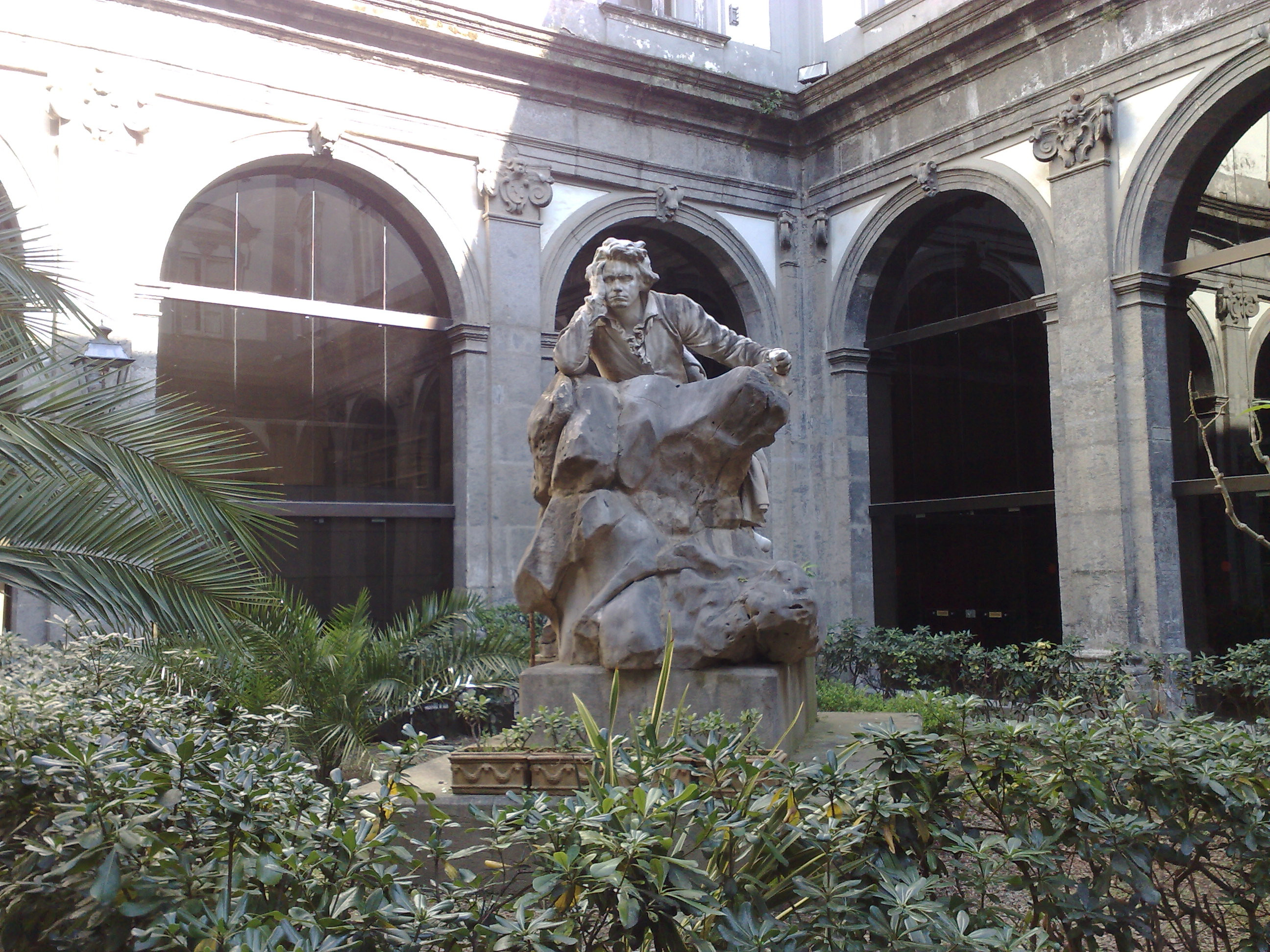
Scultura del Beethoven di Francesco Jerace nel chiostro grande

I chiostri di San Pietro a Majella sono due chiostri monumentali di Napoli appartenenti al complesso religioso di San Pietro a Majella. Oggi sono la sede del Conservatorio di Napoli, fondato nel 1826.

## Storia e descrizione
Il chiostro maggiore fu realizzato nel 1684 per volontà di padre Celestino, il quale aveva portato a termine l'idea del suo predecessore di ampliare e restaurare il complesso celestino che, insieme alla chiesa, faceva parte di un più vasto intervento edilizio dell'insula, partito a metà del XVII secolo e che trasformò il tutto in stile barocco.
Il complesso esisteva sin dalla fondazione delle strutture religiose, avvenuta nel XIII secolo su probabile progetto Giovanni Pipino da Barletta e su commissione di Carlo II di Napoli. Nel 1407 un grave incendio distrusse tutti i corpi di fabbrica del monastero con gravi danni alla struttura religiosa, ma nello stesso secolo furono avviati i lavori di rifacimento in stile rinascimentale.
Agli inizi del XVII secolo la sede dell'Accademia degli Infuriati aveva sede all'interno delle sale del monastero, dove si riunivano i nobili napoletani. Nei lavori del 1684 vennero realizzati apparati in legno e una balaustra di coronamento sul cornicione in Pietra di Sorrento, realizzata da Mariano Figliolino su disegno dell'architetto Antonio Galluccio.
L'accesso al chiostro grande è servito da una porta posta nel lato corto della chiesa; il portale fu realizzato nel XV secolo dai pipernieri Tagliaferri e Coda ed è racchiuso tra colonne ioniche. Le decorazioni alle finestre del chiostro risalgono al XVIII secolo e sono interamente in stucco; al centro è invece collocata la scultura di Beethoven di Francesco Jerace datata 1895.
Il chiostro minore invece è pressoché uguale alla sua struttura originaria ed era destinato a uso dei frati. Le decorazioni sulla volta sono in stucco bianco e grigio, mentre le arcate di piperno sono slanciate e denunciano la loro origine medioevale. Al centro è infine collocata una vasca in piperno.